# Kétlaki kaffernőszirom
A kétlaki kaffernőszirom (Dietes bicolor) a nősziromfélék (Iridaceae) családjába sorolt kaffernőszirom (Dietes) növénynemzetség egyik faja.

## Származása, elterjedése
A Dél-afrikai Köztársaságból származik, de mára sokfelé ültetik.

## Megjelenése, felépítése
Mintegy méter magasra növő, csomós tövű, rizómás lágyszárú. Elágazó szárain lapos, íriszszerű, halvány- vagy világossárga virágok nőnek. Egy-egy virág csak néhány napig nyílik, de a virágzás hosszan tart.
Hosszú, ívelt, sötétzöld levelei szíjszerűek. Lapos, citromsárga virágain a külső lepellevelek tőrészének közepét egy-egy nagy, barna folt díszíti.

## Életmódja, termőhelye
Örökzöld évelő, nyáron virágzik. Nagyon tűrőképes: szinte bármilyen talajon megél, a tűző napot és az árnyékot is jól viseli.

## Felhasználása
Jól ismert kerti dísznövény. Optimális tőtávolsága 30–60 cm.